# 裴文挙
裴 文挙（はい ぶんきょ、生年不詳 - 578年）は、西魏から北周にかけての官僚。字は道裕。本貫は河東郡聞喜県。

## 経歴
正平郡太守の裴邃の子として生まれた。544年、奉朝請を初任とし、丞相府墨曹参軍に転じた。宇文泰の諸子の遊び相手に選ばれたが、うやうやしい態度を保ち、ふざけたり馴れあったりすることがなかった。威烈将軍・著作郎・中外府参軍事に転じた。555年、賀蘭氏の姓を賜った。557年、北周が建国されると、父の澄城県子の爵位を嗣いだ。
斉公宇文憲が幕府を開くと、文挙はその下で司録となった。明帝の初年、帥都督・寧遠将軍・大都督に累進した。宇文憲が剣南に出向すると、文挙は益州総管府中郎となった。560年、使持節・車騎大将軍・儀同三司の位を加えられた。利殖を好まず、いつも襤褸を着ていたため、宇文憲がかれのために衣服を与えた。
563年、絳州刺史に転じた。総管の韋孝寛と談論して尊敬を受けた。566年、驃騎大将軍・開府儀同三司に進んだ。まもなく韋孝寛の下で柱国府司馬となった。571年、入朝して司憲中大夫となり、爵位は公に進んだ。軍司馬に転じた。
弟の裴璣が若くして亡くなったので、その遺児を我が子のように育てた。また叔父の裴季和が聞喜県で亡くなり、叔母の韋氏が正平県で亡くなって、北斉と北周のあいだで葬地が分かれてしまったので、文挙は代金を支払って韋氏の柩を買い取り、合葬した。
577年、南青州刺史となった。578年、在官のまま死去した。
子の裴冑が後を嗣ぎ、大都督となったが、早逝した。

## 伝記資料
- 『周書』巻37 列伝第29
- 『北史』巻38 列伝第26